# Джаялалита, Джаярам
Джаярам Джаялалита (также просто Джаялалита, там. ஜெயலலிதா ஜெயராம்; 24 февраля 1948, дер. Мелукоте, округ Мандья, штат Майсур (современный штат Карнатака, Индия — 5 декабря 2016, Ченнаи, Индия) — индийский государственный деятель, главный министр индийского штата Тамилнад (1991—1996, 2001—2006, 2011—2014 и 2015—2016), лидер партии АИАДМК с 1989 года. Почётный доктор наук (звание присуждено Мадрасским университетом в 1991 году).

## Биография
Свободно владела английским, тамильским, каннада и телугу. Начав карьеру как актриса тамильского кино, она быстро приобрела огромную популярность в стране, причём во многих фильмах она снималась вместе с будущим основателем АИАДМК М. Г. Рамачандраном.
В 1981 году она вступила в АИАДМК по его приглашению и была назначена секретарём по вопросам пропаганды. В 1984 году стала членом верхней палаты индийского парламента от Тамилнада. После смерти Рамачандрана в 1987 году АИАДМК раскололась — лидером одной из фракций стала Джаялалита, другой — вдова Рамачандрана Джанаки. Раздробленность помешала АИАДМК на выборах 1989 году, победу на которых одержала её главная соперница — партия ДМК (Dravida Munnetra Kazhagam, Федерация дравидского прогресса). После поражения Джаялалита смогла объединить партию и вступить в коалицию с Индийским национальным конгрессом перед региональными и федеральными выборами 1991 года. На волне симпатий к убитому непосредственно перед выборами лидеру ИНК Радживу Ганди коалиция уверенно победила ДМК на местных выборах, и её лидер стала главным министром Тамилнада.
Годы её пребывания на посту главного министра были ознаменованы многочисленными обвинениями в коррупции, растратах и вызывающей расточительности (в частности, банкет на свадьбе её приёмного сына вошёл в книгу рекордов Гиннесса). Центральная пресса также весьма прохладно относилась к главному министру вследствие её нетерпимости к критике. Члены правительства также оказались замешанными в коррупционных скандалах. В результате, на выборах в ассамблею штата в 1996 году АИАДМК потерпела сокрушительное поражение от ДМК .
Однако, несмотря на это, уже в 1998 году АИАДМК уверенно выступила на федеральных выборах и вступила в коалицию с Бхаратия джаната парти. Однако премьер-министр Атал Бихари Ваджпаи с подозрением относился к Джаялалите в связи с её частыми экстравагантными выходками по отношению к журналистам, портившим имидж правительства. Кроме того, она постоянно угрожала выйти из состава правительства, если то не будет учитывать «интересы Тамилнада».
В результате, в мае 1999 года, после встречи с лидером ИНК Соней Ганди, она всё же вышла из коалиции с БДП, что привело к вотуму недоверия правительству (набравшему 273 голоса при необходимых 272) и новым выборам, на которые АИАДМК пошла уже в коалиции с ИНК. Однако, несмотря на удачное выступление блока в Тамилнаде, ИНК проиграл выборы БДП в целом по стране, и Джаялалите пришлось вновь сосредоточиться на местных выборах. Она одержала на них убедительную победу в 2001 году, поскольку за годы правления ДМК коррупционных скандалов в штате не стало меньше. На федеральные выборы 2004 года АИАДМК пошла в коалиции с БДП, но не получила ни одного места. На выборах в ассамблею Тамилнада в апреле-мае 2006 года АИАДМК также потерпела поражение от возглавляемого ДМК Демократического прогрессивного альянса.
Вновь возглавляла правительство Тамил-Наду в 2011—2014 и с 2015 по 2016 год.